# Dianthus longicaulis
 (septembre 2018).
Espèce
Synonymes
- Dianthus boissieri Willk.[2]
- Dianthus caryophyllus subsp. godronianus (Jord.) P.Martin[3]
- Dianthus godronianus Jord.[3]
- Dianthus kremeri Boiss. & Reut.[3]
- Dianthus longicaulis Ten.[2]
- Dianthus scheuchzeri Jord.[3]
- Dianthus sylvestris subsp. longicaulis (Ten.) Greuter & Burdet (préféré par GRIN)[2]
- Dianthus virgineus Gren. & Godr.[3]
- Dianthus virgineus auct.[2]

Dianthus longicaulis est une espèce de plante méditerranéenne de la famille des Caryophyllaceae qui affectionne les coteaux secs et ensoleillés.

Sous espèce de l'Œillet des rochers (Dianthus sylvestris), elle s'en distingue par un long involucre formé de quatre bractées au lieu de deux pour l'espèce principale.

## Nom vernaculaire
Œillet virginal